# スリランカ標準時
スリランカ標準時（スリランカひょうじゅんじ、SLST）はスリランカで使用されている協定世界時を5時間30分進めた標準時（UTC+5:30）である。

## 歴史
2006年4月15日、スリランカ標準時は、インドのイラーハーバードを通る東経82.5 °を基準とするインド標準時と同時間帯になるように、UTC+5:30へ変更された。
スリランカでは全国で標準時が統一されている。1880年以来、セイロン及びスリランカの標準時はUTC+5:30からUTC+6:30の間で変更が繰り返されてきた。
1880年に、スリランカ（当時はイギリス領セイロン）ではUTC+5:30を使用していた。第二次世界大戦中の1942年1月、日本軍の侵攻の危機にあったセイロンでは標準時がUTC+6に移行された。さらに1942年9月にはUTC+6:30に移行した。
第二次世界大戦終戦後の1945年に、セイロンの標準時はインド標準時に合わせるためにUTC+5:30に戻された。しかし、1996年5月にスリランカの深刻な電力不足のために、夏時間（UTC+6:30）が実施された（同年10月にUTC+6へ変更）。2006年4月に再びUTC+5:30に戻された。

## IANA time zone database
IANA time zone databaseのzone.tabには、スリランカの標準時が1つ含まれている。
| 国コード | 座標        | TZ           | 注釈 | 協定世界時との差 | 夏時間 | 備考 |
| -------- | ----------- | ------------ | ---- | ---------------- | ------ | ---- |
| LK       | +0656+07951 | Asia/Colombo |      | +05:30           | +05:30 |      |